# História das Astúrias

Brasão de armas do Principado das Astúrias.

A História das Astúrias é uma série de estudos iniciados a partir de séculos sobre as origens do Principado das Astúrias, e possui seu início histórico a partir da invasão do Império Romano do Ocidente.
As Astúrias são hoje uma comunidade autônoma da Espanha que devido sua importância é referido ao título de príncipe o herdeiro do trono espanhol, o Príncipe das Astúrias, as Astúrias em seu passado fora uma nação independente. Em seu passado os historiadores encontraram registros da presença humana desde a era paleolítica, a história das Astúrias abrange as idades mesolítica passando pelas eras do bronze e do ferro, as Astúrias se destacaram principalmente e historicamente com a invasão e conquista do Império Romano no século I. As Astúrias foram durante séculos território do Império Romano, mas com o passar dos séculos foi conquistado pelos Visigodos e mais tarde pela tentativa de invasão dos  muçulmanos.
Inicialmente os historiadores atribuem a independência do antigo Reino das Astúrias pela invasão muçulmana da península Ibérica, que iniciou-se no estreito de Gibraltar, ocorrida a partir de 711. As Astúrias entretanto lideradas pelo visigodo Pelágio, filho de Fávila, Duque de Cordoba resistiram as investidas árabes de conquistar a região, a Batalha de Covadonga que ocorrera em 722 com o próprio Pelágio venceram os muçulmanos do Califado Omíada deixaram cerca de 900 mortos.
Posteriormente Pelágio foi coroado o primeiro Rei do Reino das Astúrias em 718 título pelo qual Pelágio exerceu até a data de sua morte, de sua esposa consorte Gaudiosa viriam as futuras gerações e os futuros reis e governantes das Astúrias. O reino foi posteriormente dissolvido e anexado em 925 com o surgimento do Reino de Leão, que também haveria de ser dissolvido mais tarde.
Hoje as Astúrias são reconhecidos pelo rei da Espanha Juan Carlos I uma comunidade autônoma e um principado, oficialmente a constituição monárquica do país elege o príncipe das Astúrias como o herdeiro da Espanha, e o primeiro na linha de sucessão ao trono espanhol.

## Primórdios

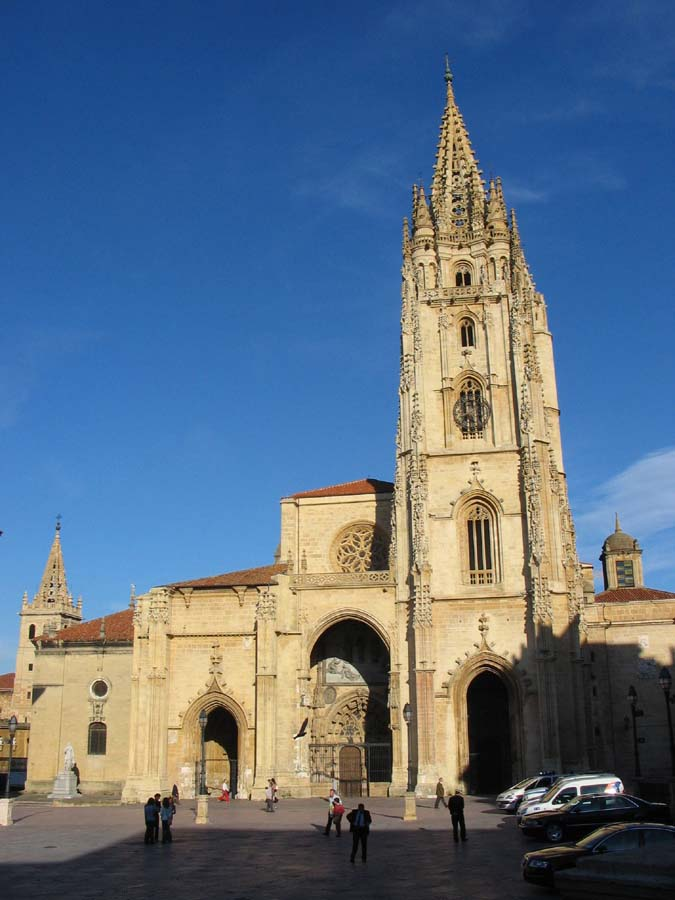
Catedral de Oviedo ou de S.Salvador

As Astúrias teria sido habitada primeiro pelo Homo erectus, em seguida, por neandertais e, por último, os humanos modernos, desde a era do Paleolítico inferior e durante o Paleolítico Superior foi caracterizada por pinturas rupestres na parte leste da área. No período Mesolítico, uma cultura nativa desenvolvida, o da asturiense e, posteriormente, com a introdução da Idade do Bronze, megálitos e mamoas foram construídas. Na Idade do Ferro, o território ficou sob a influência cultural dos celtas, o local, os povos celtas, conhecidos como os ástures, foram compostas de tribos como os Luggones, os Pesicos, e outros, que povoaram toda a área com castros.

### Invasão Romana
Com a conquista das Astúrias pela romanos sob Augusto (29-19 a.C.), a região entrou para os anais da história. Após vários séculos sem presença estrangeira, os suevo e visigodos ocuparam a terra desde o século VI d.C. até o início do século VIII, que terminou com a invasão moura da Espanha. No entanto, como tinha sido para os romanos e visigodos, os mouros não encontraram um território fácil de conquistar por ser montanhoso e as terras ao longo da costa norte da Espanha nunca se tornaram totalmente parte da Espanha islâmica. Pelo contrário, com o início da conquista árabe no século VIII, esta região tornou-se um refúgio para os cristãos nobres, e em 722, um de facto reino independente foi criado, o Asturorum Regnum, que era se tornou o berço da incipiente Reconquista.
No século X, o Reino de Astúrias abriu caminho para o Reino de Leão e durante a Idade Média o isolamento geográfico do território trouxe referências históricas escassas. Através da rebelião de Henrique II de Castela, no século XIV, o Principado das Astúrias foi fundado. Os defensores mais famosos da independência eram Gonçalo Peláez e a Rainha Urraca, que após conseguir vitórias significativas foram derrotados pelas tropas castelhanas. Após a sua integração no Reino de Espanha, as Astúrias sediou um tribunal espanhol com altos aristocratas e desempenhou um importante papel na colonização das Américas. Desde 1388, o herdeiro do castelhano (mais tarde espanhol) ao trono tem sido denominado Príncipe das Astúrias. No início do século XVI, a população atingiu 100.000, pela primeira vez, e dentro de um século o número dobraria devido à chegada do milho americano.
Durante o século XVII, as Astúrias foram um dos centros do Iluminismo espanhol. O renomado pensador Benito Feijoo se instalou no monteiro beneditino de San Vicente de Oviedo. Gaspar Melchor de Jovellanos, um polímata reformador e proeminente político do final do século XVIII, nasceu na cidade litorânea de Gijón.
A Revolução Industrial veio para Astúrias a partir de 1830 com a descoberta e exploração sistemática dos recursos de carvão e ferro. Ao mesmo tempo, houve uma migração significativa para a América (especialmente Argentina, Uruguai, Porto Rico, Cuba e México), aqueles que conseguiram no exterior, muitas vezes voltaram para sua terra natal muito mais ricos. Estes empresários foram conhecidos coletivamente como 'indianos', por ter visitado e fizeram suas fortunas na Índias Ocidentais e além. O patrimônio dessas famílias ricas ainda pode ser visto hoje nas Astúrias: villas modernistas estão espalhadas por toda a região, bem como instituições culturais, tais como escolas livres e bibliotecas públicas.

### Século XX e atualmente
As Astúrias desempenharam um papel importante nos eventos que levaram à Guerra Civil Espanhola. Em 1934, o movimento operário marxista, lutou contra a extrema-direita CEDA governo da Segunda República Espanhola na Revolução das Astúrias. Durante um mês, uma república socialista, proclamada em outubro de 1934 em Oviedo, foi formada, com administração marxista. Tropas sob o comando de um general, até então desconhecido chamado Francisco Franco Bahamonde foram trazidas das colônias norte-africanas a fim de sufocar a rebelião. Franco aplicou táticas normalmente reservadas para colônias ultramarinas, o uso de tropas da Legião Espanhola e tropas marroquinas: foi uma opressão feroz.
Como resultado, as Astúrias permaneceram leal ao governo democrático republicano durante a Guerra Civil Espanhola, e foi palco de uma defesa extraordinária em terreno extremo, a Batalha de El Mazuco. Com Franco, eventualmente ganhando o controle de tudo, as Astúrias - tradicionalmente ligada à coroa espanhola - era conhecida apenas como "Província de Oviedo" de 1939 até a morte de Franco em 1975. O nome da província foi restaurada completamente, após o retorno da democracia à Espanha, em 1977.
Em 30 de dezembro de 1981, as Astúrias se tornaram uma comunidade autônoma dentro da estrutura descentralizada territorial estabelecida pela Constituição de 1978. Rafael Luis Fernández Álvarez, que já havia servido como o Presidente do Conselho Regional desde 1978, se tornou o primeiro presidente do Principado das Astúrias, mediante a adoção de autonomia. O governo regional das Astúrias detém competências abrangentes em áreas importantes, tais como saúde, educação e protecção do ambiente. Desde maio de 2011, o Presidente do Governo das Astúrias é Francisco Álvarez-Cascos, do Foro Asturias (FAC).

## Ligações Externas
- Página oficial do Governo do Principado das Astúrias (em espanhol)
- Principado das Astúrias, Espanha (em português)